# 람푼주
람푼주(태국어: ลำพูน)는 태국 북부에 있는 주(짱왓)다. 치앙마이주, 람빵주, 딱주와 인접한다.

## 지리
람푼은 핑강의 계곡에 위치하고 주변은 산에 둘러싸여 있다.
방콕에서 670km, 치앙마이에서 26km 떨어져있다.

## 역사
람푼의 옛 이름은 하리푼차이였고 드바라티 시대에 몬 왕국의 최북단의 도시였다. 12세기 말에 크메르 제국에게 포위되었지만 함락되지 않았다. 그러나 1281년에 란나타이 왕국의 멩라이 왕은 도시를 점령해 왕국의 일부로 만들었다. 16세기에 버마족이 팽창하면서 람푼은 2세기 동안 버마의 지배를 받았다. 18세기에 방콕에서 톤부리 왕조가 흥기하면서 람푼의 지도자들은 그들과 동맹을 맺었다. 람푼은 마침내 버마로부터 해방되었고 람팡의 지도자들은 방콕의 왕조의 가신이 되었다. 19세기 말에 라마 5세의 차끄리 개혁 후에 람푼은 태국의 주가 되었다.

## 행정 구역
람푼에는 8개의 암프(군)와 더 세부 행정구역인 51개의 땀본 그리고 551개의 무반 (행정 구역)이 있다.
| 1. 므앙람푼군 2. 매타군 3. 반홍군 4. 리군 | 1. 퉁후아창군 2. 파상군 3. 반티군 4. 위앙농롱군 |